# Una pazza giornata a New York
Una pazza giornata a New York (New York Minute) è una commedia per ragazzi del 2004 con Mary-Kate Olsen, Ashley Olsen ed Eugene Levy. È stata diretta da Dennie Gordon ed è uscita nei cinema americani il 7 maggio 2004. Nel film Mary-Kate e Ashley interpretano due gemelle dalle personalità opposte che hanno delle disavventure nella città di New York. Fino ad ora, rimane l'ultimo film che vede le gemelle lavorare insieme.

## Trama
Le due gemelle Ryan, Jane e Roxy, vivono con il padre, uno stimato medico, e sono orfane di madre. Le due hanno personalità del tutto opposte: Jane è una ragazza seria e molto rigida, con la mania dell'ordine e del controllo, tanto da programmare in modo ossessivo ogni singolo e minimo dettaglio della sua vita, dei suoi impegni e della sua quotidianità in un'agenda che usa e custodisce gelosamente e quando qualcosa non va secondo i suoi piani si lascia prendere dall'ansia avendo vere crisi di panico, insomma la tipica secchiona e anche capo cheerleader del suo liceo. Mentre sua sorella Roxy è totalmente l'opposto: ribelle, sfrontata, istintiva ed eccentrica, vuole godersi ogni istante della sua vita, non sopporta andare a scuola e studiare, al punto tale da utilizzare dei falsi avvisi firmati inconsapevolmente dal padre per saltare le lezioni, adora tanto i Simple Plan che saranno il motivo che la spingerà a recarsi a New York. Jane, dal canto suo, si imbarca in questo viaggio per presentare un perfetto discorso, al fine di agevolare il suo futuro come carica politica. Durante la loro gita le ragazze incrociano un cinese che cerca un suo dispositivo elettronico contrabbandato finito accidentalmente nella borsa di Roxy per masterizzare musica e film non ancora usciti sul mercato per trarne un ricco profitto, per questo comincia a pedinare le ragazze arrivando più volte a scontrarsi con loro. Nel mentre l'agente Max Lomax, che si occupa degli arresti di adolescenti colpevoli di costanti assenze scolastiche, è deciso a rintracciare Roxy, colei che riesce sempre a sfuggirgli e ad ingannarlo. Durante la loro particolare avventura/disavventura tuttavia, dopo essere sfuggite da Lomax di nuovo, le due sorelle giungono ad un brutto litigio, dove Jane, esasperata dalla piega che ha preso la giornata, se la prende con Roxy accusandola di non aver mai preso alcuna responsabilità da quando la loro madre è morta obbligando anche il padre a non essere presente per lei, mentre Roxy ribatte su come Jane invece si sia sempre imposta nel ricoprire il ruolo della madre e continuando ad escludere la sorella dalla sua vita pensando solo ai suoi obbiettivi ed interessi. Quando tutto sembra sgretolarsi sempre a causa del cinese e dell'agente Lomax, le due gemelle capiscono di aver bisogno l'una del supporto dell'altra per risolvere i mille problemi in cui sono accidentalmente e disgraziatamente finite ed il tutto avviene in una corsa folle, anche comica, contro il tempo affinché Jane possa arrivare in tempo alla sede per fare il suo preziosissimo ed agognato discorso.

## Produzione
Nei primi minuti del film, si può notare che Roxy indossa una maglia del famoso tour dei Metallica del 1986. Nel falso discorso tenuto da Roxy viene citato il ritornello di Complicated di Avril Lavigne (citata come "una insegnante canadese", con il nome Avril Lavignestein).

## Critica
Il film ha ricevuto durante l'edizione dei Razzie Awards 2004 due nomination come peggior attrice protagonista a Mary-Kate e Ashley Olsen.